# Teorema de Jordan-Hölder
En matemàtiques i més precisament en teoria de grups el teorema de Jordan-Hölder estableix les propietats que compleixen les successions estrictament creixents màximes de subgrups d'un grup finit. Porta aquest nom en honor dels matemàtics Camille Jordan i Otto Hölder.

## Definició
Sigui G un grup finit. Es diu successió de Jordan-Hölder una successió G0, G1, ..., Gn de grups tal que:
- G0 és el grup nul i Gn és G
- Gi està estrictament inclòs en Gi+1
- Gi és un subgrup normal de Gi+1

Una successió d'aquest tipus es diu que és màxima quan no es pot introduir cap grup entremig d'altres dos.

### Exemples
- Per a tot grup finit G (excepte el grup nul), la successió {e}, G és una successió de Jordan-Hölder. Només és màxima si G és simple.
- {\displaystyle \left\{e\right\}\subset A_{3}\subset S_{3}} és una successió de Jordan-Hölder màxima.
- Un grup és resoluble quan admet una successió de Jordan-Hölder on tots els quocients (Gi+1/Gi) són commutatius i, si la successió és màxima, els grups quocients són cíclics i de primer ordre. És aquesta última afirmació la que fa servir Galois per demostrar que resoluble és equivalent a resoluble per radicals.

## El teorema de Jordan-Hölder
Sia G un grup finit, llavors :
- G admet pel capbaix una successió de Jordan-Hölder.
- Totes les successions màximes tenen la mateixa longitud.
- Els quocients són els mateixos però poden presentar-se en un ordre diferent.

### Exemples
- Pel grup de nombres mòdul 6, es tenen les dues successions màximes següents :
  - {\displaystyle \left\{0\right\}\subset \left\{0,2,4\right\}\subset \mathbb {Z} /6\mathbb {Z} }
  - {\displaystyle \left\{0\right\}\subset \left\{0,3\right\}\subset \mathbb {Z} /6\mathbb {Z} }

Els quocients de les quals són Z/3Z i després Z/2Z per la primera i Z/2Z i després Z/3Z per la segona.

## Generalització
En el marc de les categories (o estructures), es pot generalitzar el concepte de les successions de Jordan-Hölder reemplaçant les inclusions pels monomorfismes (o funcions injectives) que permeten tenir un quocient. Però no es té per força el teorema de Jordan-Hölder.
- Així en el marc dels espais vectorials una bandera és una successió de Jordan-Hölder màxima, tal que els quocients són cada vegada un espai vectorial de dimensió 1. El teorema és vàlid i la mida d'una successió màxima és la dimensió de l'espai vectorial.